# Meluzina
A Meluzina valószínűleg kelta eredetű női név, egy vízinimfa neve egy régi francia mondában.

## Gyakorisága
Az 1990-es években szórványos név, a 2000-es években nem szerepel a 100 leggyakoribb női név között.

## Névnapok
- szeptember 15.[2]
- november 10.[2]

## Híres Meluzinák
- Melusine von der Schulenburg, Kendal hercegnője